# El Arañado
El Arañado är en ort i Argentina.   Den ligger i provinsen Córdoba, i den centrala delen av landet, 500 km nordväst om huvudstaden Buenos Aires. El Arañado ligger 150 meter över havet och antalet invånare är 1 395.
Terrängen runt El Arañado är mycket platt. Runt El Arañado är det glesbefolkat, med 14 invånare per kvadratkilometer.. Närmaste större samhälle är Sacanta, 16,8 km nordväst om El Arañado.
Trakten runt El Arañado består till största delen av jordbruksmark.